# あべまえば
あべまえばは日本のシンガーソングライター。東京都小平市出身。

## 人物
- 曲作りを始めたきっかけは、漫画「20世紀少年」。主人公・ケンヂが作中で歌う「Bob Lennon」に感化され、作詞作曲に興味を持った[2]。
- 芸名の「まえば（前歯）」は、自身の上顎前突に由来[2]。
- 「北乃きいに会うこと」を目標として掲げている[2]。

## 略歴
2017年
11月 - 大学で出会ったさいたにっと、ふじむらげんきとフォークロックバンド・がつぽんずを結成。。
2020年
5月 - 1st EP「贅沢な一日」の収録曲「とうもろこしガール」がMr.マリックの手品BGMに使用される。
9月 - がつぽんずの1stシングル「冷奴 in the morning」がTBSラジオ「伊集院光 深夜の馬鹿力」でオンエアされ注目を集める。同曲は櫻田佑（トンツカタン）がTwitterで不定期に行っていた楽曲紹介投稿「BEST HIT TSK」にも登場した。
12月 - 櫻田佑がSpotifyで公開したプレイリスト「最近」に、がつぽんずの2ndシングル「どうでもいいこと」が選出される。
2021年
3月 - FM802の主催ライブ「座談会 THE LIVE 2021」に出演。
5月 - テレビ神奈川の音楽番組「関内デビル」で柏木ひなたと共演。がつぽんずの3rdシングル「アパレル・ラプソディー」が放送作家・飯塚大悟によるプレイリスト「誰にも頼まれてないプレイリスト」に選出され、同曲のMVがテレビ神奈川の音楽番組「音楽缶」でオンエアされる。
11月 - がつぽんずの1stミニアルバム「先のことは少し、考えている」が全国流通。
12月 - タワーレコード八王子店で同ミニアルバムの発売記念イベントを開催。
2022年
9月 - 2ndシングル「昔のこと」のミュージックビデオが全国のラウンドワン店舗にて放映される。
2023年
2月 - 3rdシングル「くすぶる」が「週間 USEN HIT SNSランキング」で20位を獲得。がつぽんずが解散。
5月 - 3rdシングル「くすぶる」がはっとり（マカロニえんぴつ）のInstagramで紹介される。
10月 - 4thシングル「大宮ストレートパーマ」のMVが「週間 USEN HIT 演歌 / 歌謡曲ランキング」で12位を獲得。歌謡ポップスチャンネルの番組「USEN演歌ベスト20」で同曲のMVがオンエアされる。
2024年
4月 - 東京工科大学軽音楽部にて、あべまえばのコピーバンド・とうもろこしガールズが結成される。
10月 - JFN系25局で放送中の番組「川谷絵音の約30分我慢してくれませんか」で6thシングル「ベッドタウン・エンジェル」がオンエアされる。
12月 - 音楽ナタリーのコラム記事「歌舞伎町で育つバンドシーン、新宿LOFT樋口寛子が奔走した25年間」の取材、執筆、編集を担当。
2025年
5月 - 音楽ライター・矢島由佳子がApple MusicとSpotifyで展開しているプレイリスト「Next J-POP!」に、7thシングル「空の色は青すぎるほど青」が選出される。

## ディスコグラフィ

### EP
- 1st EP「贅沢な一日」（2019年6月24日リリース）
- 2nd EP「通いなれた町」（2020年8月5日リリース）

### シングル
- 1stシングル「街」（2022年1月26日リリース）
- 2ndシングル「昔のこと」（2022年8月3日リリース）
- 3rdシングル「くすぶる」（2023年1月25日リリース）[19]
- 4thシングル「大宮ストレートパーマ」（2023年7月19日リリース）[20]
- 5thシングル「改札の前で」（2024年2月21日リリース）[21]
- 6thシングル「ベッドタウン・エンジェル」（2024年9月11日リリース）[22]
- 7thシングル「空の色は青すぎるほど青」（2025年5月21日リリース）[23]

## ミュージックビデオ
| 公開日        | 曲名                     | リンク     | 出演者                                            | 監督         |
| ------------- | ------------------------ | ---------- | ------------------------------------------------- | ------------ |
| 2022年8月3日  | 昔のこと                 | [ 動画 1 ] | - あべまえば                                      | アヅマシゲキ |
| 2023年1月25日 | くすぶる                 | [ 動画 2 ] | - 浅利梓 - 奥村りょうすけ - 石田大実 - あべまえば | 大木健介     |
| 2023年7月27日 | 大宮ストレートパーマ     | [ 動画 3 ] | - 浅利梓 - あべまえば                             | アヅマシゲキ |
| 2024年9月11日 | ベッドタウン・エンジェル | [ 動画 4 ] | - 木保英里香                                      | アヅマシゲキ |
| 2025年5月21日 | 空の色は青すぎるほど青   | [ 動画 5 ] | - 浅利梓                                          | 大木健介     |

## サポートメンバー
| 氏名           | パート | 参加楽曲                   |
| -------------- | ------ | -------------------------- |
| いとうはるか   | Pf     | - 街                       |
| 奥村りょうすけ | Cho    | - ベッドタウン・エンジェル |
| haseamo        | Cho    | - ベッドタウン・エンジェル |
| 白井岬         | G      | - 空の色は青すぎるほど青   |
| 尾花佑季       | Key    | - 空の色は青すぎるほど青   |
| 米山陽祐       | B      | - 空の色は青すぎるほど青   |
| おかも         | Dr     | - 空の色は青すぎるほど青   |
| 加藤由悠       | Perc   | - 空の色は青すぎるほど青   |